# Agim Paja
Agim Paja (Durazzo, 28 dicembre 1963) è un ex ciclista su strada e ciclocrossista albanese.
Attivo dal 1979 al 1994, partecipò ai mondiali su strada 1994 in Sicilia.

## Carriera
Proveniente da una famiglia numerosa, iniziò la sua carriera di ciclista con il supporto del fratello Petrit che nutriva una forte passione per questo sport. Nel 1979 conseguì la sua prima vittoria. Entrò a far parte della squadra del Partizani, con la quale conquistò vari piazzamenti e vittorie di prestigio in tutta l'est Europa. In seguito passò alla formazione SK Tirana, con cui conquistò il suo primo campionato nazionale dell'Albania, prendendo anche parte al Giro del Valdarno. Nel 1994 partecipò alla prova a cronometro Elite dei campionati su strada in Sicilia, classificandosi cinquantacinquesimo.

## Palmarès
- 1991

Classifica generale Tour of Albania
- 1994

Classifica generale Tour of Albania

## Piazzamenti

### Competizioni mondiali
- Campionati del mondo

Agrigento 1994 - Cronometro: 55º